# Necturus beyeri
Necturus beyeri is salamander uit de familie olmachtigen (Proteidae). De soort werd voor het eerst wetenschappelijk beschreven door Paul Percy Viosca Jr. in 1937.

## Uiterlijke kenmerken
Necturus beyeri wordt ongeveer 22 centimeter lang, waarvan ongeveer de helft staart, en heeft een vrij cilindrisch lichaam. Het lijf is ook erg dun en langgerekt, de poten klein en zoals alle Necturus-soorten heeft deze salamander het hele leven lang kieuwen; de soort is neoteen. Deze rode, veerachtige uitwendige kieuwen zitten net achter de kop. Op de staart is een dunne vin-achtige kam aanwezig waar de salamander beter mee kan zwemmen. De kleur is bruin zonder echte tekening maar over het hele lijf zitten vale, donkere vlekjes, de buik is lichter tot beige. De juvenielen zijn sterk gevlekt en hebben kleine donkere vlekjes op de rug.

## Verspreiding en habitat
Necturus beyeri komt voor in het zuiden van de Verenigde Staten. De habitat bestaat uit kleine tot middelgrote stroompjes waar de salamander vooral tussen de bladeren en rottende delen op de bodem jaagt en schuilt. Het land wordt niet betreden omdat het dier dan snel uitdroogt.

## Levenswijze
Het voedsel bestaat uit kleine waterdiertjes zoals insectenlarven, kleine kreeftjes en amfibieënlarven. De vrouwtjes leggen ongeveer 30 eitjes die een voor een aan onderwaterobjecten worden vastgeplakt. Als de jongen na twee maanden uitkomen zijn ze slechts 2,5 centimeter lang, en zelfs de ouderdieren vormen een gevaar.